# Antonio Marussi
Antonio Marussi (Trieste, 12 ottobre 1908 – Trieste, 24 aprile 1984) è stato un matematico e geodeta italiano, presidente dell'Associazione Internazionale di Geodesia dal 1967 al 1971.

## Biografia
Marussi nacque il 12 ottobre 1908 nella Trieste ancora austriaca, figlio di Gustavo Marussig (o Marussié) e Maria Leutheuser e nipote del pittore Pietro Marussig. Con l'annessione di Trieste all'Italia, alla fine della prima guerra mondiale, ed il successivo trattato di Rapallo, Marussi divenne cittadino italiano. Si laureò in matematica a Bologna nel 1932. Nello stesso anno iniziò a lavorare presso l'Istituto Geografico Militare di Firenze, ove rimase fino al 1952. Nel 1943 si sposò con Dolores de Finetti sorella del matematico Bruno de Finetti. Nel 1952 Marussi divenne professore di geodesia presso l'università di Trieste. Qui, nella Facoltà di Scienze, creò l'Istituto di Geodesia e Geofisica di cui fu il primo direttore.
È stato socio dell'Accademia Nazionale dei Lincei  dal 1961,  presidente per 13 anni della Commissione Geodetica Italiana dal 1967, presidente dell'Associazione Internazionale di Geodesia dal 1967 al 1971. Nel 1968 divenne membro della Royal Astronomical Society.

## Principali contributi
La produzione scientifica di Marussi fu molto ampia. Nei circa cinquant'anni di attività professione produsse oltre cento monografie in varie lingue.
Il contributo scientifico più significativo di Marussi fu lo sviluppo di una teoria detta Geodesia Intrinseca (o Geodesia Differenziale) presentata da Marussi nel 1948 ad Oslo, al Congresso Internazionale dell'Associazione di Geodesia, In questa teoria "il campo di gravità viene studiato facendo esclusivamente uso di coordinate definite intrinsecamente mediante grandezze fisiche insite nel campo stesso, e mediante l'uso di terne astronomiche ortonormali di riferimento aventi parimenti realtà fisica e accessibili perciò almeno in principio all'osservazione e alla misura" (A. Marussi).
La teoria venne pubblicata l'anno seguente sul Bulletin Géodésique, n. 14, con il titolo Fondements de geometrie différentielle absolue du champ potentiel terrestre. Su questo argomento Marussi pubblicò anche altri testi fra cui quello più noto e Fondamenti di geodesia intrinseca, pubblicato nel 1951 e successivamente tradotto anche in altre lingue.
Marussi aveva, oltre alla scienza, anche altri interessi, fra questi due in particolare, l'alpinismo e la speleologia, in cui manifestò le sue capacità. Come scienziato e alpinista partecipò a diverse spedizioni geofisiche in Asia ed in Africa. Nel 1954 partecipò alla spedizione italiana sul K2 che porterà alla conquista della seconda vetta del mondo. Successivamente, dal 1961 al 1978 partecipò ad altre spedizioni internazionali sulla catena dell'Hindu Kush e sul Pamir.
La passione per la speleologia, nonché l'incontro con Eugenio Boegan, portò Marussi ad interessarsi della Grotta Gigante nel Carso triestino. Dalla collaborazione fra la Commissione Grotte Eugenio Boegan e l'Istituto Geofisico di Trieste da lui diretto, nacque l'idea di utilizzare la grotta come laboratorio scientifico. Nel 1960 vennero pertanto installati nella grotta due pendoli orizzontali, progettati da Marussi, e tuttora funzionanti, per effettuare misure di oscillazioni e movimenti della crosta terrestre nella zona carsica.